# Saving the World
"Saving the World" är den tredje singeln av den nyzeeländska sångerskan Brooke Fraser. Singeln släpptes den 14 mars 2004 som den tredje singeln från hennes debutalbum What to Do with Daylight.
Låten debuterade på plats 49 på den nyzeeländska singellistan den 21 mars 2004 och låg som bäst på plats 15 den 24 maj. Den tillbringade totalt 15 veckor på listan och föll bort efter den 21 juni. Nästa singel från albumet blev låten "Arithmetic".

## Listplaceringar
| Lista (2004) | Topplacering |
| ------------ | ------------ |
| Nya Zeeland  | 15           |